# محمد بن عثمان الشاوي
محمد بن عثمان بن محمد البقمي الأزدي الشاوي (1895 - 1935) (1313 - 1354 هـ) فقيه حنبلي وقاضي شرعي وشاعر سعودي. ولد في البكيرية  وعمي في الثالثة من عمره. رحل إلى الرياض وتولّى القضاء وعمره عشرون عامًا. عمل مدرّسًا في المعهد العلمي السعودي في مكّة مع التدريس في المسجد الحرام. ثم تولّى القضاء في تُربة ونقل منها إلى قضاء شقراء وتوفّي فيها.

## سيرته
ولد محمد بن عثمان بن محمد البقمي الأزدي الشاوي سنة 1895 م/1313 هـ في بلدة البكيرية بالقصيم بنجد. لقب الشاوي لحق جده لعمله برعي الغنم كما تعني الكلمة عند البدو. فقد بصره وعمي وهو في الثالثة من عمره نتيجة لإصابته بالجدري.

حفظ القرآن وهو في الرابعة عشرة من عمره على المقرئ محمد بن علي المحمود، ودرس الفقه على عبد الله بن محمد بن سليم.

انتقل إلى الرياض، فدرس الفقه الحنبلي والمذهب السلفي على عبد الله بن عبد اللطيف آل شيخ، ودرس علم الفرائض على عبد الله بن راشد الغزي، والفقه والحديث على سعد بن حمد العتيق، ودرس علوم العربية على حمد بن فارس.

عيّن قاضيًا في منطقة هجرة سنام سنة 1333هـ / ، ثم قاضيًا لمنطقة الفطفط، ثم مدرسًا في المعهد السعودي بمكة. عمل بالتدريس في الحرم المكي، ثم نقل قاضيًا في بلدة تربة 1349هـ، ثم قاضيًا في بلدة شقرا. 

شارك في معركة تربة التي جرت بين جيش الشريف حسين، وجيش عبد العزيز آل سعود 1337ه / 1919م، وكان من المدافعين عن دعوة سلفية وهابية بالمناظرات. 

توفي محمد بن عثمان الشاوي في مدينة شقرا سنة 1354 هـ/ 1935 م.

## شعره
له قصائد نشرتها صحف ومجلات عصره. هو شاعر فقيه، «قيل عنه: إنه يقرض الشعر على طريقة العلماء، تجاوزت قصيدته في الرد على صبحي الحلبي مائة وسبعين بيتًا من البحر الطويل، وفيها يدافع عن الدعوة السلفية، ويفند آراء الحلبي الصوفية ببيان جديد، في شعره روح إيمانية، ولجوء إلى الله عند الشدائد واليسر، واستغاثة بجاهه.»  من شعره بعنوان تضرع: